# Futbol'nyj Klub Chimki 2016-2017
Questa voce raccoglie le informazioni riguardanti il Futbol'nyj Klub Chimki nelle competizioni ufficiali della stagione 2016-2017.

## Stagione
In PFN Ligi la squadra terminò all'undicesimo posto in classifica.
Il cammino in Coppa si interruppe ai Sedicesimi di finale: dopo aver battuto il Tekstilščik Ivanovo in trasferta (1-0), infatti, al turno successivo arrivò la sconfitta casalinga con la Lokomotiv Mosca.

## Rosa
| N. |                   | Ruolo | Calciatore          |
| -- | ----------------- | ----- | ------------------- |
| 1  | Russia (bandiera) | P     | Dmitri Tsitsilin    |
| 5  | Russia (bandiera) | D     | Aleksey Shumskikh   |
| 6  | Russia (bandiera) | D     | Nikita Lapin        |
| 7  | Russia (bandiera) | C     | Mikhail Gashchenkov |
| 8  | Russia (bandiera) | C     | Vladimir Sokolov    |
| 9  | Russia (bandiera) | C     | Sergei Breyev       |
| 10 | Russia (bandiera) | C     | Yan Kazaev          |
| 11 | Russia (bandiera) | A     | Ilya Kuzmichev      |
| 14 | Russia (bandiera) | D     | Nikolay Tyunin      |
| 17 | Russia (bandiera) | C     | Nikita Kirsanov     |
| 18 | Russia (bandiera) | P     | Vyacheslav Isupov   |
| 19 | Russia (bandiera) | D     | Aleksandr Yarkovoy  |
| 23 | Russia (bandiera) | C     | Batradz Kokoev      |
|    | Russia (bandiera) | C     | Vasilj Čerov        |

| N. |                    | Ruolo | Calciatore        |
| -- | ------------------ | ----- | ----------------- |
| 25 | Russia (bandiera)  | D     | Diego Malania     |
| 26 | Russia (bandiera)  | D     | Igor Chernyshov   |
| 27 | Russia (bandiera)  | D     | Kirill Zaika      |
| 33 | Austria (bandiera) | A     | Daniel Sikorski   |
| 35 | Russia (bandiera)  | P     | Dmitri Zornikov   |
| 37 | Russia (bandiera)  | A     | Fedor Dvornikov   |
| 45 | Russia (bandiera)  | C     | Evgeni Goryachev  |
| 48 | Russia (bandiera)  | C     | Sergey Chernyshov |
| 66 | Russia (bandiera)  | D     | Nikolay Fadeev    |
| 70 | Russia (bandiera)  | C     | Mikhail Petrusev  |
| 77 | Russia (bandiera)  | C     | Maksim Shirokov   |
|    | Russia (bandiera)  | C     | Igor Lavrentjev   |

## Risultati

### Campionato
| Velikij Novgorod 11 luglio 2016 1ª giornata | Tosno | 1 – 1 referto | Chimki | Stadion Ėlektron |

| Chimki 16 luglio 2016 2ª giornata | Chimki | 0 – 0 referto | Tambov | Stadio Rodina |

| Chabarovsk 23 luglio 2016 3ª giornata | SKA-Chabarovsk | 1 – 1 referto | Chimki | Stadion SKA DVO im. V. I. Lenina |

| Nižnekamsk 27 luglio 2016 4ª giornata | Neftechimik | 1 – 0 referto | Chimki | Stadio Neftechimik |

| Chimki 31 luglio 2016 5ª giornata | Chimki | 1 – 1 referto | Sibir' | Stadio Rodina |

| Saransk 6 agosto 2016 6ª giornata | Mordovija | 5 – 0 referto | Chimki | Start Stadion |

| Chimki 13 agosto 2016 7ª giornata | Chimki | 4 – 1 referto | Kuban' | Stadio Rodina |

| Voronež 17 agosto 2016 8ª giornata | Fakel Voronež | 2 – 0 referto | Chimki | Central'nyj stadion profsojuzov |

| Chimki 21 agosto 2016 9ª giornata | Chimki | 0 – 0 referto | Sokol Saratov | Stadio Rodina |

| Jaroslavl' 28 agosto 2016 10ª giornata | Šinnik | 2 – 0 referto | Chimki | Stadio Šinnik |

| Chimki 2 settembre 2016 11ª giornata | Chimki | 3 – 2 referto | Tjumen' | Stadio Rodina |

| Krasnojarsk 10 settembre 2016 12ª giornata | Enisej | 3 – 0 referto | Chimki |  |

| Chimki 12 ottobre 2016 13ª giornata | Chimki | 0 – 0 referto | Dinamo Mosca | Arena Chimki |

| Kaliningrad 26 settembre 2016 14ª giornata | Baltika | 0 – 0 referto | Chimki | Stadio Baltika |

| Chimki 2 ottobre 2016 15ª giornata | Chimki | 2 – 1 referto | Zenit-2 | Stadio Rodina |

| Astrachan' 8 ottobre 2016 16ª giornata | Volgar' Astrachan' | 1 – 1 referto | Chimki | Stadio Centrale |

| Chimki 15 ottobre 2016 17ª giornata | Chimki | 2 – 0 referto | Spartak-Nal'čik | Stadio Rodina |

| Vladivostok 22 ottobre 2016 18ª giornata | Luč-Ėnergija | 2 – 0 referto | Chimki | Stadio Dinamo |

| Chimki 30 ottobre 2016 19ª giornata | Chimki | 1 – 0 referto | Spartak-2 Mosca | Stadio Rodina |

| Tambov 5 novembre 2016 20ª giornata | Tambov | 0 – 1 referto | Chimki | Stadio centrale Spartak |

| Chimki 9 novembre 2016 21ª giornata | Chimki | 0 – 0 referto | SKA-Chabarovsk | Stadio Rodina |

| Chimki 13 novembre 2016 22ª giornata | Chimki | 3 – 2 referto | Neftechimik | Stadio Rodina |

| Novosibirsk 19 novembre 2016 23ª giornata | Sibir' | 1 – 0 referto | Chimki | Manež «Zarja» |

| Chimki 26 novembre 2016 24ª giornata | Chimki | 4 – 3 referto | Mordovija | Stadio Rodina |

| Krasnodar 8 marzo 2017 25ª giornata | Kuban' | 2 – 1 referto | Chimki | Stadio Kuban' |

| Chimki 12 marzo 2017 26ª giornata | Chimki | 0 – 0 referto | Fakel Voronež | Stadio Rodina |

| Saratov 17 maggio 2017 27ª giornata | Sokol Saratov | 1 – 0 referto | Chimki | Stadio Lokomotiv |

| Chimki 26 marzo 2017 28ª giornata | Chimki | 3 – 0 referto | Šinnik | Stadio Rodina |

| Tjumen' 1º aprile 2017 29ª giornata | Tjumen' | 1 – 1 referto | Chimki | Stadio Geolog |

| Chimki 8 aprile 2017 30ª giornata | Chimki | 2 – 2 referto | Enisej | Stadio Rodina |

| Chimki 12 aprile 2017 31ª giornata | Dinamo Mosca | 0 – 0 referto | Chimki | Arena Chimki |

| Chimki 17 aprile 2017 32ª giornata | Chimki | 1 – 0 referto | Baltika | Stadio Rodina |

| San Pietroburgo 23 aprile 2017 33ª giornata | Zenit-2 | 1 – 3 referto | Chimki | SK Petrovskij (MSA) |

| Chimki 29 aprile 2017 34ª giornata | Chimki | 1 – 1 referto | Volgar' Astrachan' | Stadio Rodina |

| Nal'čik 6 maggio 2017 35ª giornata | Spartak-Nal'čik | 1 – 1 referto | Chimki | Respublikanskij stadion Spartak |

| Chimki 10 maggio 2017 36ª giornata | Chimki | 2 – 2 referto | Luč-Ėnergija | Stadio Rodina |

| Mosca 14 maggio 2017 37ª giornata | Spartak-2 Mosca | 4 – 0 referto | Chimki | CUSK Spartak |

| Chimki 20 maggio 2017 38ª giornata | Chimki | 1 – 3 referto | Tosno | Arena Chimki |

### Coppa di Russia
| Ivanovo 24 agosto 2016 Quarto turno | Tekstilščik Ivanovo | 0 – 1 referto | Chimki | Stadio Tekstilščik |

| Chimki 21 settembre 2016 Sedicesimi di finale | Chimki | 0 – 3 referto | Lokomotiv Mosca | Stadio Rodina |